# Simon and Garfunkel
Simon and Garfunkel est un duo de folk rock américain formé à Forest Hills, dans le Queens à New York, composé de Paul Simon et Art Garfunkel.
Les deux artistes se rencontrent en 1953 et commencent à jouer ensemble sous le nom de Tom and Jerry. En 1957, ils connaissent leur premier succès avec la chanson Hey Schoolgirl, mais ce succès reste ponctuel, et les deux jeunes gens poursuivent leurs études universitaires. Ils se retrouvent en 1963, animés par un intérêt commun pour la musique folk, et signent un contrat avec Columbia Records. Leur premier album, Wednesday Morning, 3 A.M., est un échec commercial à sa sortie en 1964, ce qui entraîne une séparation temporaire du duo. Cependant, en 1965, une version réarrangée de leur chanson The Sound of Silence connaît un grand succès et atteint la première place du Billboard Hot 100, ce qui permet au duo de se reformer.
Ils enregistrent alors plusieurs albums à succès, dont Sounds of Silence (1966) et Parsley, Sage, Rosemary and Thyme (1966), album dans lequel ils prennent un plus grand contrôle créatif. Leur musique atteint un sommet avec la bande sonore du film Le Lauréat (1967), principalement composée de leurs chansons. En 1968, leur album Bookends les établit comme des stars internationales. Leur dernier album, Bridge over Troubled Water (1970), est leur plus grand succès commercial, mais marque également la fin du duo en raison de tensions croissantes entre Simon et Garfunkel.
Parmi leurs chansons les plus célèbres, on retrouve The Sound of Silence, I Am a Rock, Homeward Bound, Scarborough Fair/Canticle, Mrs. Robinson, Bridge over Troubled Water et Cecilia. Simon and Garfunkel sont considérés comme des figures emblématiques de la contre-culture des années 1960, et leur musique reste influente à travers les décennies. Après leur séparation, le duo s'est reformé à plusieurs reprises, notamment lors d'un concert à Central Park en 1981, devant plus de 500 000 spectateurs.

## Biographie

### Rencontre et débuts (1953–1962)
Paul Frederic Simon et Arthur Ira Garfunkel, nés tous deux en 1941 dans des familles juives ashkénazes,, grandissent à New York dans le quartier de Queens Kew Gardens Hills, à seulement trois pâtés de maisons l'un de l'autre. Ils se passionnent pour la musique dès leur plus jeune âge, notamment avec l'avènement du rock 'n' roll. Garfunkel commence à chanter dans des radio-crochets dès le CM1 et rencontre Simon deux ans plus tard, en 1953. Leur amitié s'épanouit quand tous deux sont choisis pour jouer dans une adaptation théâtrale d'Alice au pays des merveilles, Simon dans le rôle du Lapin blanc et Garfunkel dans celui du Chat du Cheshire. Ils commencent à chanter ensemble dans des groupes de doo-wop et apprennent ainsi à s'accorder l'un avec l'autre.

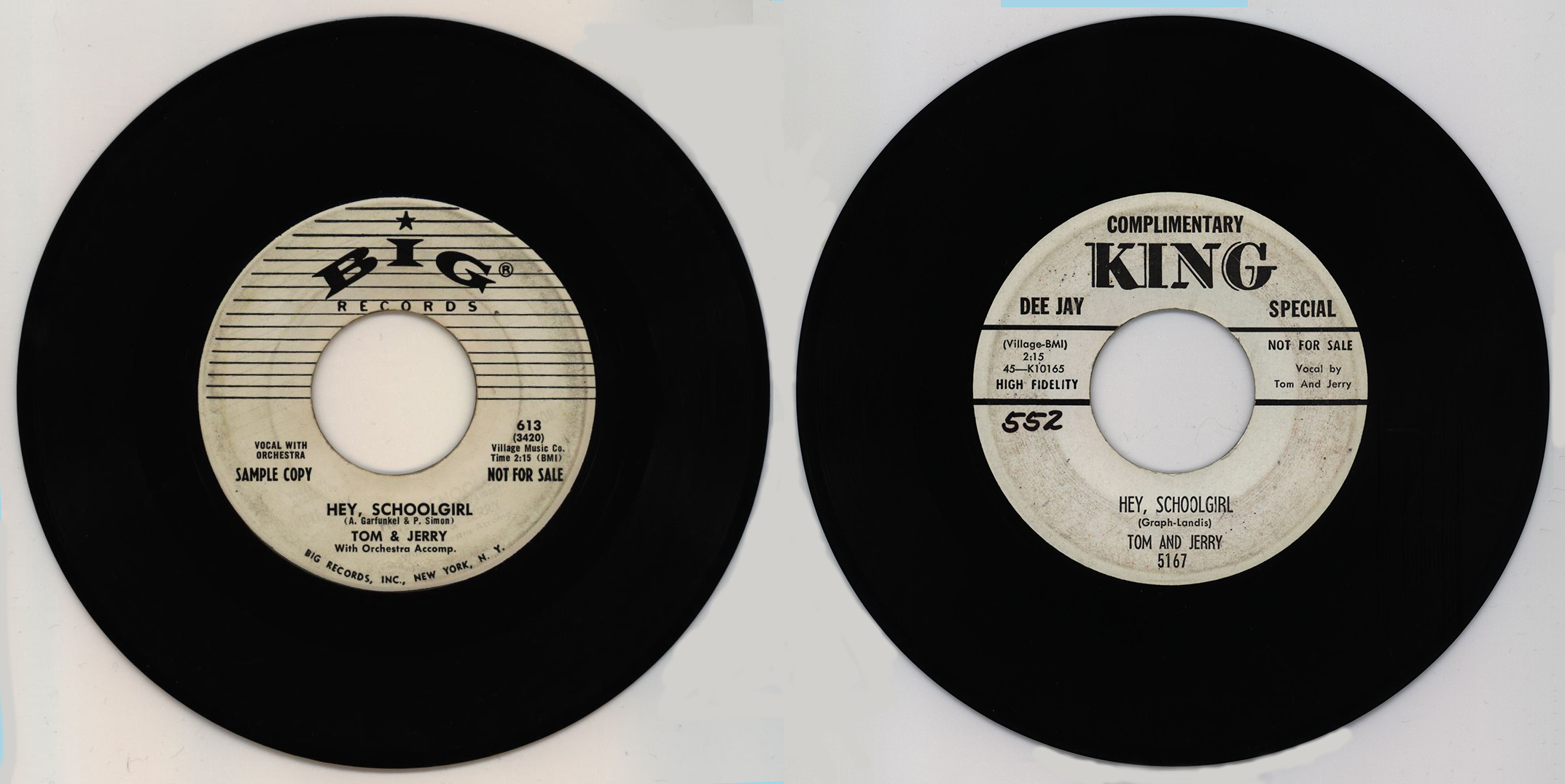
Exemplaires du 45 tours Hey Schoolgirl, sorti en 1957.

Simon et Garfunkel entrent à la Forest Hills High School en septembre 1955 et entreprennent d'enregistrer leurs arrangements sur des bandes magnétiques. Ils écrivent leur première chanson, The Girl for Me, en 1956 et commencent à se produire en tant que duo dans des écoles de musique. Très influencés par Elvis Presley et les Everly Brothers, ils décident de présenter une maquette d'une de leurs compositions, Hey Schoolgirl, à des éditeurs musicaux de Manhattan. Ils enregistrent la chanson, avec Dancin' Wild en face B, au Sanders Recording Studio, un minuscule studio d'enregistrement de Manhattan. Ils rencontrent ensuite Sid Prosen, qui dirige le label indépendant Big Records, et celui-ci leur fait signer un contrat en les présentant comme les nouveaux Everly Brothers. Le duo adopte le nom de Tom and Jerry, d'après le cartoon du même nom. Garfunkel prend le pseudonyme de Tom Graph, en référence à ses aptitudes en mathématiques et à sa manie de consigner les classements de singles sous forme de graphiques sur du papier millimétré. Simon prend celui de Jerry Landis, d'après le nom de famille d'une fille qu'il a fréquentée. Sid Prosen verse un pot-de-vin à Alan Freed afin que ce dernier diffuse Hey Schoolgirl dans son émission de radio, et la chanson devient rapidement l'un des morceaux les plus populaires de l'émission.
Hey Schoolgirl est alors diffusée régulièrement sur les ondes à l'échelle nationale. Le single se vend à plus de 100 000 copies en 1957 et se hisse à la 49e place du Billboard Hot 100. Prosen assure efficacement la promotion du duo, notamment en les faisant passer dans l'émission télévisée American Bandstand aux côtés de Jerry Lee Lewis. Le producteur s'adjuge toutefois la part du lion dans les royalties dégagées par le duo, dont il prélève 96 %. Garfunkel, qui n'apprécie pas le milieu de l'industrie musicale, informe Simon qu'il souhaite se consacrer à ses études. Celui-ci décide alors de continuer sa carrière en solo sous le pseudonyme de True Taylor. À sa sortie du lycée, il poursuit des études d'anglais au Queens College alors que Garfunkel étudie les mathématiques à l'université Columbia. Les ventes des disques de Simon ne décollant pas, celui-ci propose à Garfunkel de reprendre leur collaboration et son ami accepte. Cependant, les nouveaux singles sortis par le duo sont des échecs commerciaux, ce qui provoque la fin de leur collaboration avec Sid Prosen. Simon reprend sa carrière en solo, ce qui entame son amitié avec Garfunkel, qui voit cela comme une trahison. Cette tension jamais résolue entre les deux hommes influera sur leurs relations durant tout leur parcours commun. Simon achève son premier cycle universitaire en 1963 et s'inscrit à temps partiel à la Brooklyn Law School.

### Nouveau départ (1963–1964)

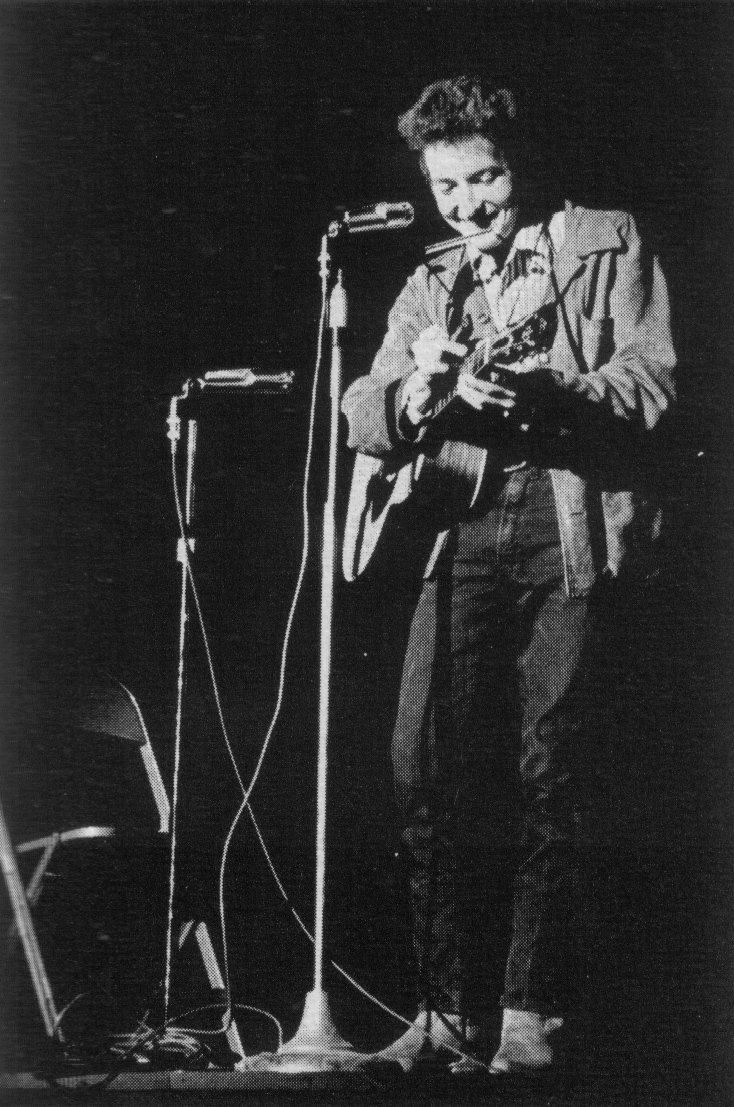
Le premier concert de Simon and Garfunkel sous ce nom est à l'origine d'une longue brouille entre Paul Simon et Bob Dylan, ici en 1963.

Simon et Garfunkel s'intéressent chacun de leur côté au mouvement émergeant de la contre-culture et de la musique folk. Simon devient un habitué de Greenwich Village alors que Garfunkel retourne à l'université Columbia afin de conserver son statut d'étudiant et d'éviter d'être envoyé au Viêt Nam. Tous deux se retrouvent pour discuter des nouvelles compositions de Simon et les interpréter au siège de la fraternité étudiante Alpha Epsilon Pi. À la fin 1963, ils se produisent sous le nom de Kane and Garr à la Gerde's Folk City, une salle de concerts de West Village. Ils y interprètent trois nouvelles chansons, Sparrow, He Was My Brother et The Sound of Silence, et captent l'attention de Tom Wilson, le producteur de Bob Dylan. Wilson souhaite faire enregistrer He Was My Brother à un groupe britannique, mais Simon le persuade de les laisser auditionner. Leur interprétation de The Sound of Silence convainc Wilson, qui presse Columbia Records de leur faire signer un contrat.
Le premier album du duo, Wednesday Morning, 3 A.M., est enregistré en trois séances en mars 1964 et sort le 19 octobre. L'album contient cinq compositions originales de Simon, les sept autres étant des reprises de chansons folk dont The Times They Are a-Changin' de Bob Dylan. Simon insiste auprès de Garfunkel pour qu'ils utilisent désormais leurs véritables noms. Columbia met en place un concert promotionnel au Folk City le 31 mars 1964, qui est le premier concert où le duo se produit sous le nom de Simon and Garfunkel. Dylan est présent à ce concert et une altercation l'oppose à Simon, ce qui sera à l'origine d'une longue rancune entre les deux hommes. L'origine de cette tension reste peu claire, certains biographes affirmant que Dylan aurait délibérément parlé très fort tout au long du concert alors que d'autres soutiennent qu'il aurait totalement dédaigné celui-ci.
Le concert n'est pas un succès, tout comme les autres dates prévues. Anticipant l'échec de l'album, Simon part pour l'Angleterre et rencontre Kathy Chitty dans un club de folk où il se produit. Ils tombent amoureux et Kathy lui inspirera plusieurs chansons, notamment Kathy's Song, America et Homeward Bound. Wednesday Morning, 3 A.M. ne se vend qu'à 3 000 exemplaires en quelques semaines et cet échec pousse Simon à rester en Angleterre, tandis que Garfunkel reprend ses études d'architecture.

### Le son du succès (1965–1966)
Les démos que Simon enregistre en Angleterre sont diffusées sur les ondes par la BBC et connaissent le succès. En juin 1965, Columbia fait alors enregistrer à Simon un album solo, The Paul Simon Songbook, qui sort en Angleterre deux mois plus tard et contient plusieurs chansons qui seront reprises plus tard par le duo. Les ventes de l'album sont médiocres, mais Simon demeure confiant sur son avenir en Angleterre. Pendant ce temps, de l'autre côté de l'Atlantique, un disc-jockey de Boston commence à diffuser The Sound of Silence et la chanson devient populaire dans le milieu étudiant de la côte Est des États-Unis. Tom Wilson l'apprend et décide de faire réenregistrer la chanson dans une version électrique sans en informer le duo. Le single sort en septembre et entre dans le Billboard Hot 100. Garfunkel informe Simon, toujours en Europe, de ce qui est en train de se passer. Simon est horrifié lorsqu'il entend la version électrique pour la première fois, mais les deux hommes apprécient le succès du single,.

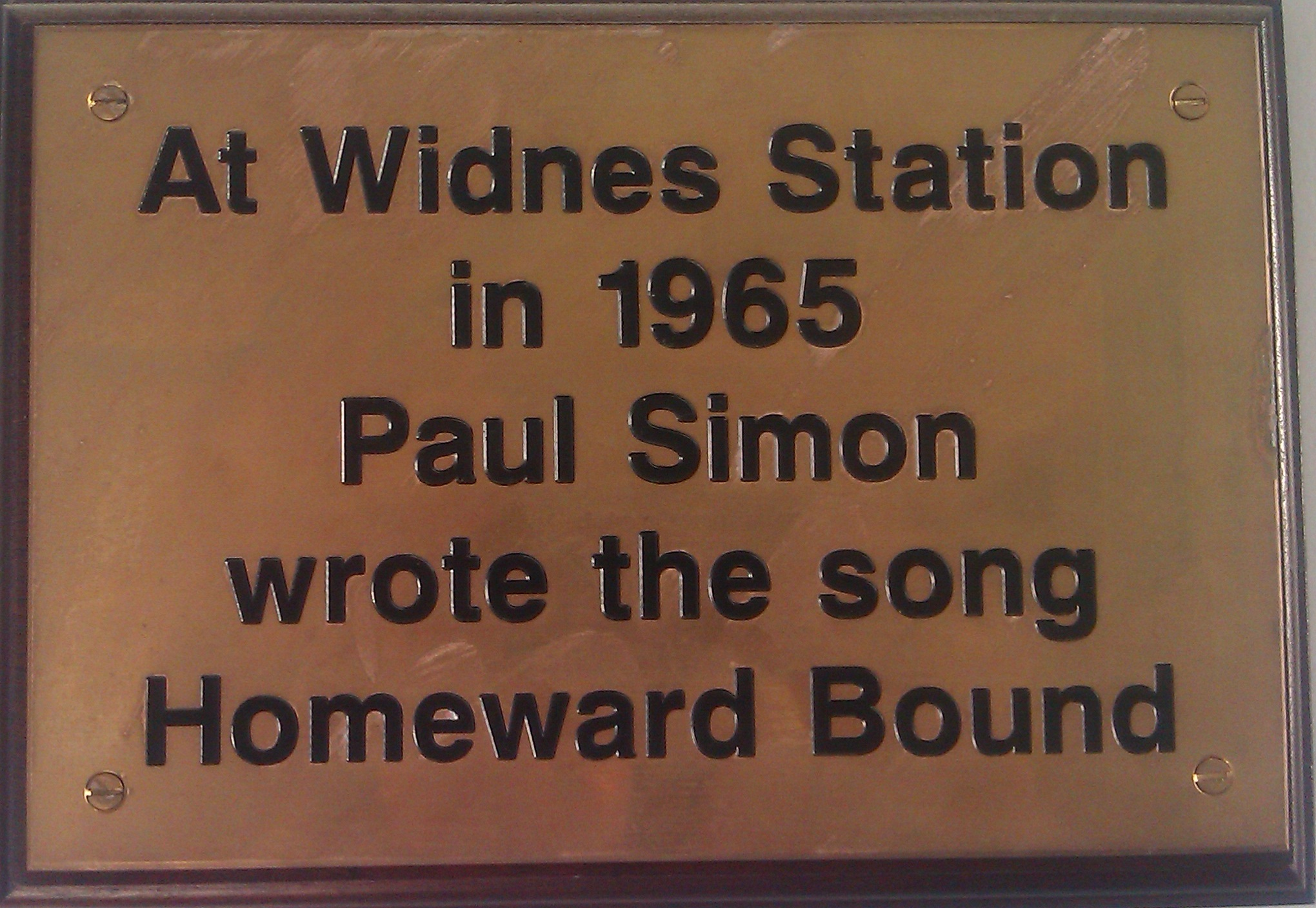
Plaque commémorative de l'écriture de Homeward Bound à la gare de Widnes.

Simon revient à New York vers la fin de l'année 1965 afin de reformer son duo avec Garfunkel. Columbia leur fait enregistrer en décembre un nouvel album et l'intitule Sounds of Silence afin de profiter du succès du single. Ce dernier s'empare de la première place du Billboard Hot 100 en janvier 1966 et dépasse désormais le million d'exemplaires vendus. En plus d'une réédition de The Sound of Silence, l'album comprend cinq chansons de l'album solo de Simon, dont I Am a Rock, et seulement deux titres sont de nouvelles compositions originales. L'album sort de façon précipitée le 17 janvier 1966 et est suivi quelques jours plus tard par le single Homeward Bound, qui ne figure pas sur l'album et qui intègre le top 10 des classements musicaux dans plusieurs pays. Au mois de mars, c'est ensuite I Am a Rock qui sort en single et qui se classe 3e du Billboard Hot 100. Mais en dépit du succès commercial remporté par l'album, 21e au Billboard 200, et les singles, le duo est tourné en dérision par de nombreux critiques musicaux qui estiment qu'il ne produit qu'une imitation manufacturée de la folk. Alors que le duo part en tournée à travers les États-Unis, Columbia réédite Wednesday Morning, 3 A.M. et l'album accède à la 30e place du Billboard 200.

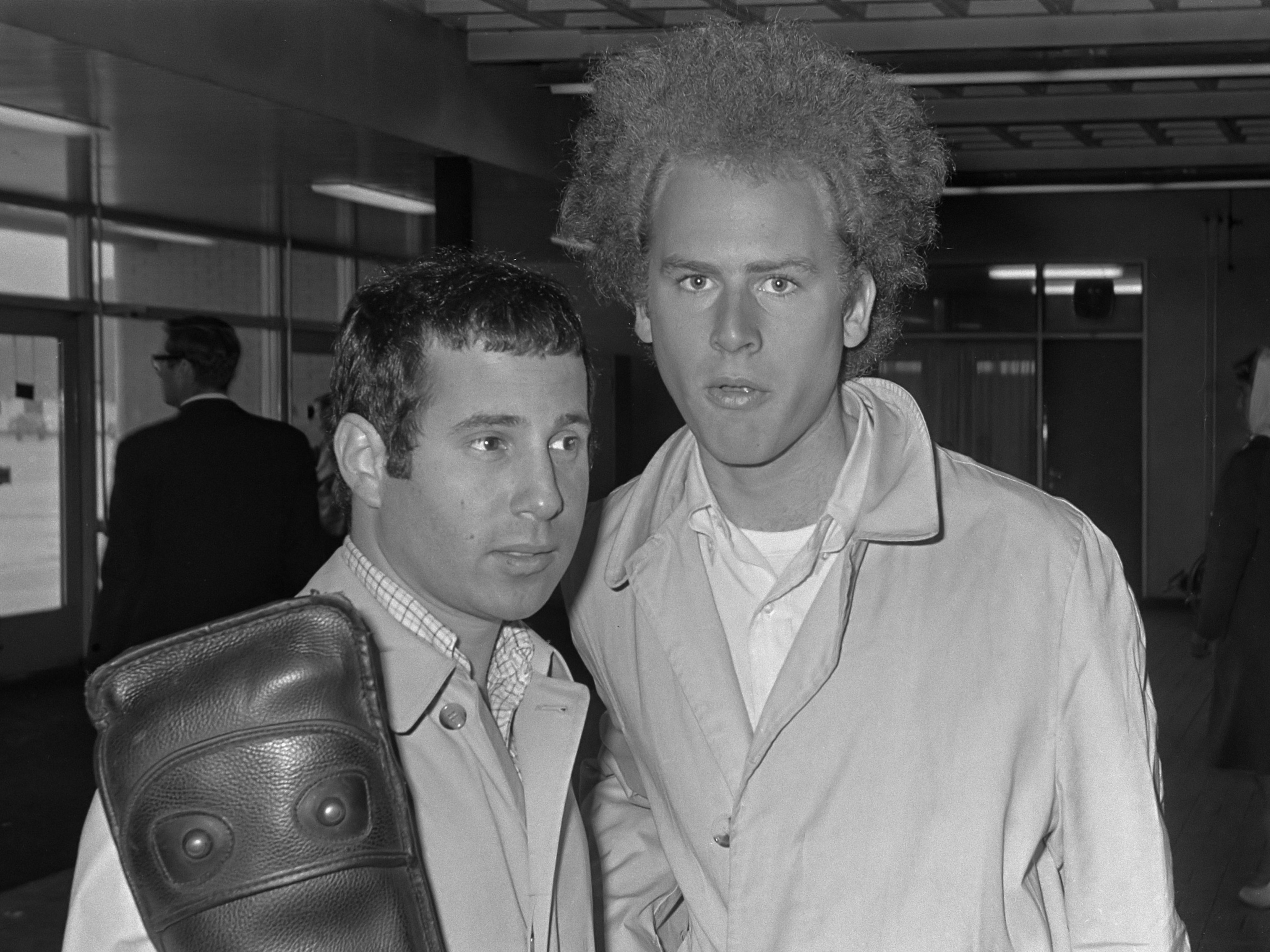
Simon and Garfunkel en 1966.

Conscients que Sounds of Silence est un travail réalisé dans la précipitation afin de capitaliser sur leur succès soudain, Simon et Garfunkel décident de peaufiner leur prochain album. Simon insiste d'ailleurs pour avoir le contrôle total pendant la production de celui-ci. Garfunkel considère l'enregistrement de leur version de la chanson traditionnelle Scarborough Fair comme le moment où ils sont devenus les véritables producteurs de leurs albums. Le duo travaille plusieurs mois sur l'album Parsley, Sage, Rosemary and Thyme et celui-ci sort le 10 octobre. Comprenant notamment Homeward Bound, Scarborough Fair/Canticle, The 59th Street Bridge Song (Feelin' Groovy), The Dangling Conversation et For Emily, Whenever I May Find Her, il se caractérise par de vifs contrastes entre les chansons et obtient l'approbation de la critique, qui reconnaît son intégrité artistique, Simon se révélant comme « l'un des auteurs-compositeurs les plus doués de l'époque ». L'album se hisse par ailleurs à la 4e place du Billboard 200. Le duo entame dans la foulée une mini-tournée sur les campus universitaires où tous les concerts se jouent à guichets fermés. Mort Lewis, leur agent artistique, entretient l'image décalée et poétique du duo en refusant qu'ils fassent des apparitions à la télévision à moins que des conditions draconiennes ne soient acceptées par l'émission. A Hazy Shade of Winter, qui n'a pas été retenu par le duo pour figurer sur Parsley, Sage, Rosemary and Thyme, sort en single deux semaines après la sortie de l'album et se classe 13e du Billboard Hot 100.

### Popularité et récompenses: les lauréats (1967–1968)
Simon et Garfunkel enregistrent en janvier 1967 le single At the Zoo et ce dernier est publié le mois suivant, atteignant la 16e place du Billboard Hot 100. Simon commence alors à travailler sur le prochain album du duo, affirmant qu'il n'est plus intéressé par les singles. Il est cependant affecté par un blocage de l'écrivain qui a pour conséquence que ce nouvel album ne voit pas le jour en 1967. À cette époque, il est courant que les artistes sortent deux voire trois albums par an et ce manque de productivité inquiète les dirigeants de Columbia. Clive Davis, le président de Columbia, tente d'accélérer la production de l'album en convoquant Simon et Garfunkel à plusieurs reprises pour leur adresser des discours paternalistes. Mais les deux amis, déjà méfiants envers l'industrie musicale, tournent cela en dérision en enregistrant un sermon de Davis pour en rire par la suite.

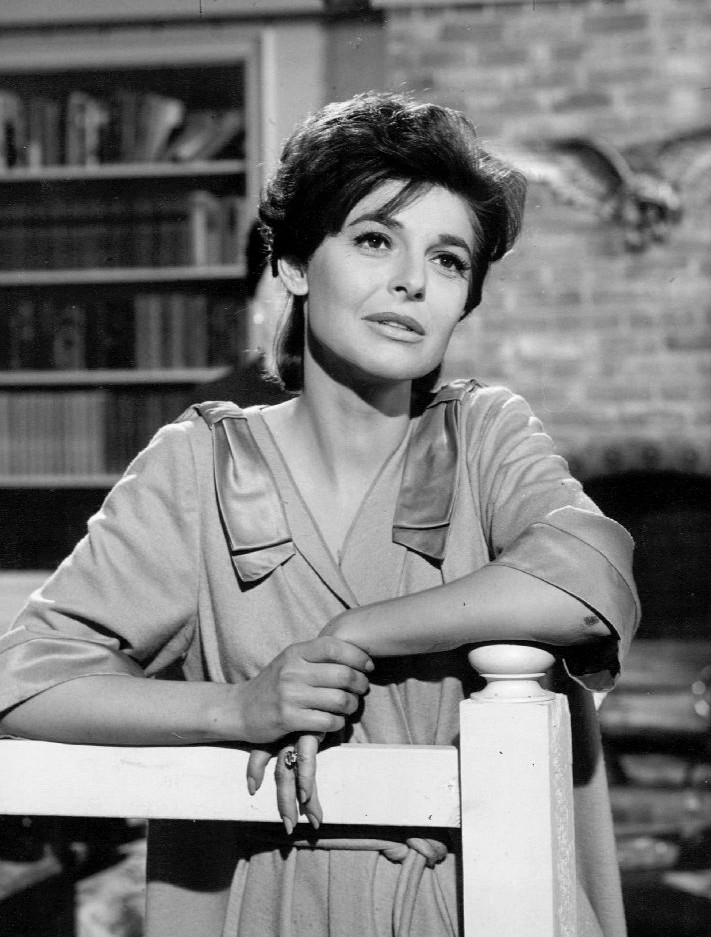
Anne Bancroft, actrice jouant le rôle de Mrs. Robinson dans le film Le Lauréat (1967).

Le 16 juin 1967, Simon and Garfunkel se produisent sur la scène du festival international de musique pop de Monterey qui marque le coup d'envoi du Summer of Love. Fakin' It sort en single quelques semaines plus tard, mais ne remporte qu'un succès modéré. Pendant ce temps, le réalisateur Mike Nichols tourne Le Lauréat et se prend de passion pour la musique du duo, écoutant leurs chansons en boucle. Deux semaines plus tard, il rencontre Clive Davis pour lui demander l'autorisation d'utiliser certains morceaux du duo pour la musique du film. Davis est enthousiaste, flairant une parfaite occasion de placer une musique de film en tête des ventes de disques. Simon est beaucoup plus réticent, craignant de compromettre son intégrité artistique. Il change d'avis après avoir rencontré Nichols, qui l'impressionne par son intelligence et la qualité de son scénario, et accepte d'écrire de nouvelles chansons pour le film. L'agent du duo négocie un contrat qui offre à Simon 25 000 $ pour la composition de trois chansons. Simon propose d'abord à Nichols Punky's Dilemma et Overs, mais aucune des deux ne satisfait le réalisateur. Simon revient alors avec une première version de Mrs. Robinson, qui ne porte pas encore ce titre, qui enthousiasme Nichols.
L'album The Graduate, composé essentiellement de chansons du duo dont Mrs. Robinson, sort le 21 janvier 1968 et s'empare de la première place du Billboard 200 en avril. Entretemps, l'enregistrement de Bookends, le quatrième album du duo, est enfin terminé après avoir été échelonné sur plusieurs sessions depuis un an et demi, mais plus particulièrement depuis octobre 1967. La production de l'album est marquée par son perfectionnisme, l'enregistrement de Punky's Dilemma étant par exemple étalé sur une cinquantaine d'heures. Mrs. Robinson est réécrite et réenregistrée en février 1968, lors des dernières sessions et constitue l'une des chansons-phares de l'album aux côtés d'autres titres célèbres tels que America, A Hazy Shade of Winter et At the Zoo. Bookends, considéré comme l'album « le plus intellectuel » du duo, est composé sur sa première face d'un cycle de chansons plutôt sombres, évoquant une méditation sur le passage du temps, qui sont suivies dans sa deuxième partie par des titres plus légers et au son plus rock. Il marque par ailleurs le déclin des harmonies du duo, qui disparaissent graduellement au profit d'un chant individuel.
Bookends sort le 3 avril 1968 et est suivi deux jours plus tard par la sortie en single de Mrs. Robinson dans un contexte très particulier puisque Martin Luther King est assassiné le 4 avril, ce qui provoque une grande émotion et une série d'émeutes à travers les États-Unis. Bookends prend au mois de mai la première place du Billboard 200, occupée jusqu'alors par The Graduate, tandis que Mrs. Robinson s'installe au sommet du Billboard Hot 100 au mois de juin. Bookends devient à cette date le plus grand succès commercial du duo, ayant profité du phénomène de bouche-à-oreille engendré par la sortie de The Graduate, et les ventes combinées des deux albums dépassent les 5 millions de copies. Lors des Grammy Awards qui se tiennent en mars 1969 et célèbrent les accomplissements des artistes pour l'année 1968, Mrs. Robinson remporte le prix de l'enregistrement de l'année, The Graduate celui de la meilleure musique de film et Simon and Garfunkel celui de la meilleure prestation pop d'un duo ou groupe avec chant.

### Sur des eaux troubles: dernier album et séparation (1969–1970)
Bookends et The Graduate propulsent Simon and Garfunkel au rang de stars internationales majeures, les deux hommes devenant le duo musical le plus célèbre du monde. Malgré un désaccord avec Clive Davis, qui désirait augmenter d'un dollar le prix de vente de Bookends ce que le duo a refusé et que Davis perçoit comme un manque de gratitude, Simon et Garfunkel prolongent leur contrat avec Columbia et négocient au passage une augmentation de leur pourcentage de royalties. Simon est approché par plusieurs producteurs de cinéma qui souhaitent qu'il écrive des musiques de films et refuse notamment une offre pour Macadam Cowboy (1969). Il décline également une offre d'écriture pour un spectacle de Broadway et collabore brièvement avec Leonard Bernstein sur une messe avant de se retirer du projet. De son côté, Garfunkel est engagé par Mike Nichols pour interpréter l'un des rôles principaux du film de guerre satirique Catch 22, dans lequel Simon devait aussi jouer avant que son rôle ne soit supprimé.
Le tournage de Catch 22 commence en janvier 1969 et dure huit mois car il est entravé par de nombreux problèmes. Dans l'intervalle, le single The Boxer est publié en avril et se classe dans le top 10 de plusieurs pays. Cette absence prolongée de Garfunkel affecte les relations entre les deux hommes car Simon, qui prépare pendant ce temps le prochain album du duo, se sent abandonné,. Dès le retour de Garfunkel, le duo se met au travail avec ardeur et décline l'invitation qui leur est faite de participer au festival de Woodstock. En octobre et novembre 1969, Simon and Garfunkel font une mini-tournée aux États-Unis qui se termine par un concert à guichets fermés à Carnegie Hall. Le duo produit par ailleurs un documentaire musical, Songs of America, qui est diffusé sur CBS le 30 novembre et qui mêle des extraits de leurs chansons à des images d'événements importants des années 1960. Ce documentaire n'est diffusé qu'une fois en raison des tensions, en rapport avec son contenu politiquement chargé, qu'il provoque sur la chaîne,.
L'album Bridge over Troubled Water sort le 26 janvier 1970, tout comme le single du même nom. Dans cet album, le duo abandonne en partie le son folk rock qui a fait sa gloire pour explorer d'autres sonorités, comme le gospel, la musique sud-américaine, le latin jazz, le rockabilly ou encore le reggae, un mélange d'influences qui contribue à sa « richesse musicale ». L'album contient onze titres dont Bridge over Troubled Water, Cecilia, El Cóndor Pasa (If I Could), The Boxer et The Only Living Boy in New York. L'inclusion d'un douzième titre est longuement discuté sans que les deux hommes n'arrivent à se mettre d'accord sur son choix. L'album arrive au sommet des classements musicaux dans dix pays dont les États-Unis, le Royaume-Uni et la France. C'est l'album le plus vendu des années 1970, 1971 et 1972 ; il devient à cette époque l'album le plus vendu de tous les temps. Le single homonyme s'empare lui aussi de la première place des classements musicaux dans plusieurs pays, alors que les autres singles tirés de l'album, Cecilia en avril et El Cóndor Pasa (If I Could) en août, se vendent aussi très bien.
Malgré cet énorme succès, le processus d'enregistrement s'est révélé très éprouvant pour les deux hommes et les tensions accumulées entre eux rendent leur séparation prochaine presque certaine avant même la sortie de l'album. Cette séparation n'est cependant pas prévue au départ pour être permanente, Garfunkel souhaitant seulement faire une pause de deux ans et Simon ne prévoyant pas de reprendre sa carrière en solo. En avril et mai, le duo se produit pour quelques dates en Europe, dont un passage à l'Olympia le 1er mai, avant de jouer son dernier concert le 18 juillet 1970 au Forest Hills Stadium. Lors de la cérémonie des Grammy Awards 1971, l'album et la chanson Bridge over Troubled Water remportent six récompenses, dont celles de l'album de l'année et de la chanson de l'année. Quelque temps plus tard, Peggy Harper, l'épouse de Simon depuis 1969, pousse celui-ci à rendre la séparation du duo officielle. Simon appelle alors Clive Davis pour lui annoncer qu'il ne pense pas reprendre sa collaboration avec Garfunkel. Durant les quelques années qui suivent, les deux hommes ne se parlent que deux ou trois fois par an.

### Réunions occasionnelles

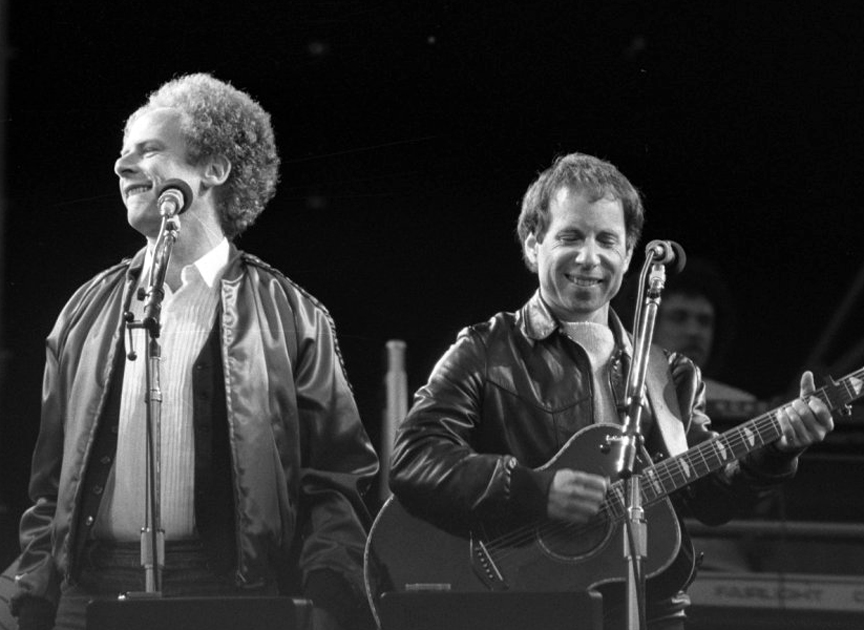
Simon and Garfunkel en concert à Rotterdam en 1982.

Le duo se reforme pour la première fois au Madison Square Garden en juin 1972 à l'occasion d'un concert de soutien pour George McGovern en vue de l'élection présidentielle américaine. En 1975, les deux hommes se réconcilient, dans une atmosphère embarrassée, à l'occasion d'un passage à une session d'enregistrement avec John Lennon et Harry Nilsson. Ils tentent de produire de nouvelles chansons ensemble mais n'en concrétisent qu'une seule, My Little Town, qui paraît à la fois sur l'album de Paul Simon Still Crazy After All These Years, et sur celui de Art Garfunkel, Breakaway. En 1977, Garfunkel vient se joindre à Simon pour une brève représentation lors d'une émission télévisée consacrée à ce dernier. L'année suivante, ils enregistrent en compagnie de James Taylor une reprise de Wonderful World. Les deux hommes passent plus de temps ensemble lorsque Garfunkel revient s'installer à New York en 1978.
En 1981, alors que les carrières respectives des deux hommes battent de l'aile, ils sont contactés par le producteur de spectacles Ron Delsener qui leur propose de se produire pour un concert gratuit à Central Park. Le concert se déroule le 19 septembre 1981 et attire plus de 500 000 personnes, ce qui constitue l'une des plus grandes affluences de tous les temps pour un concert. Un enregistrement du concert est réalisé et donne lieu au premier album live du duo, The Concert in Central Park, qui sort le 16 février 1982 et connaît un grand succès commercial international. L'événement renouvelle également l'intérêt du public pour le duo, et les deux hommes ont plusieurs conversations à cœur ouvert afin d’essayer de mettre leurs problèmes derrière eux. En mai et juin 1982, Simon and Garfunkel font une tournée en Allemagne, au Danemark, en Suède, en Suisse, aux Pays-Bas, en Irlande, en France, en Grande-Bretagne, en Australie, en Nouvelle-Zélande, aux États-Unis et au Canada. La partie européenne de leur tournée commence le 28 mai 1982, au Stadion am Bieberer Berg d'Offenbach-sur-le-Main . C'est leur première représentation en Allemagne ; elle attire environ 40 000 spectateurs. 
Lorsqu'il n'est pas sur la route, le duo travaille en studio sur ce qui doit être un album de retrouvailles de Simon and Garfunkel, provisoirement intitulé Think Too Much, Garfunkel ajoutant des voix d'harmonie à de nombreuses chansons nouvelles pour lesquelles Simon a déjà posé quelques pistes d'accompagnement. Ils fixent une date de sortie au printemps 1983 pour coïncider avec leur tournée nord-américaine prévue, mais après des retards et des désaccords de plus en plus marqués, Simon indique à la Warner Brothers ne plus pouvoir travailler avec Garfunkel et que le projet d'album commun est annulé. Ainsi Garfunkel abandonne le projet, qui devient l'album solo de Simon en novembre 1983, Hearts and Bones. La raison officielle étant qu'il trouve les textes qu'il a écrits trop personnels pour être interprétés par quelqu'un d'autre.
Plusieurs années s'écouleront avant que Simon & Garfunkel ne travaillent à nouveau ensemble. Leur apparition publique conjointe suivante a lieu en 1990, lorsqu'ils interprètent trois chansons pour leur intronisation au Rock and Roll Hall of Fame. Paul Simon donne un autre concert gratuit à Central Park le 15 août 1991 mais il rejette l'offre de participation de Garfunkel. Cependant, ils acceptent de jouer ensemble en octobre 1993 pour 21 concerts à guichets fermés au Paramount Theatre de New York, la moitié du spectacle étant des interventions du seul Paul Simon jouant avec un groupe et l'autre moitié faisant apparaître Simon and Garfunkel. Plus tard la même année, ils font quelques concerts de charité, dont l'un au Bridge School Benefit (en) et un autre pour United Way of Canada Children's Charities au SkyDome à Toronto. 
En 2003, ils sont récompensés aux Grammy Awards pour l'ensemble de leur carrière et les organisateurs les persuadent de se réconcilier pour cette occasion. Les deux hommes interprètent ensemble The Sound of Silence en ouverture de la cérémonie et jugent cette expérience satisfaisante. Ils mettent alors en place une nouvelle tournée, intitulée Old Friends Tour, pendant laquelle ils sillonnent les États-Unis d'octobre à décembre en jouant 40 concerts. Ils repartent en tournée, pour 20 dates aux États-Unis et 12 en Europe, en juin et juillet 2004. Cette tournée se termine par un concert gratuit via dei Fori Imperili, devant le Colisée de Rome, qui réunit environ 600 000 personnes. Un double CD-DVD intitulé Old Friends: Live on Stage immortalise cette tournée.

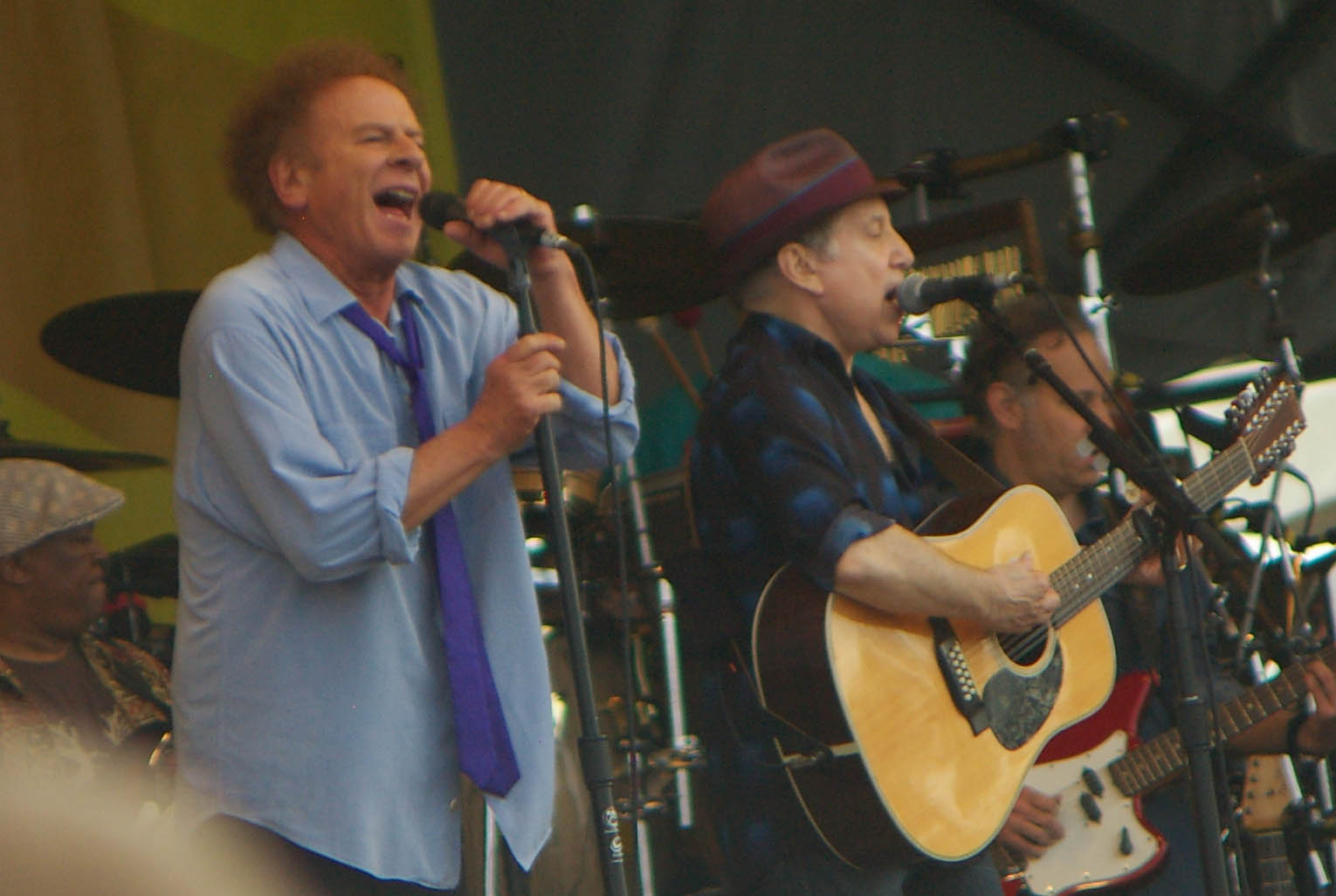
Simon and Garfunkel en concert au New Orleans Jazz & Heritage Festival en 2010.

En 2009, le duo se réunit une nouvelle fois pour interpréter trois chansons au Beacon Theatre de New York. Une tournée en Océanie et au Japon est organisée dans la foulée en juin et juillet. Cette tournée se déroule sans incidents et de nouveaux concerts en Amérique du Nord sont planifiés pour l'été 2010. Cependant, alors qu'ils se produisent le 24 avril 2010 sur la scène du New Orleans Jazz & Heritage Festival, Garfunkel est atteint de problèmes vocaux. Une paralysie des cordes vocales lui est diagnostiquée et la tournée est annulée. Garfunkel ne récupère totalement sa voix qu'après quatre ans et espère une nouvelle réunion du duo dans le futur. Néanmoins, en 2016, Simon exclut toute éventualité de nouveaux concerts avec Garfunkel, affirmant qu'ils ne se parlent même plus.

## Postérité
Simon and Garfunkel sont considérés comme le duo le plus célèbre de l'histoire de la musique populaire occidentale. Leurs chansons ont laissé une impression forte et durable sur la génération du baby boom et ils comptent, aux côtés des Beatles et Bob Dylan, parmi les artistes les plus représentatifs du mouvement culturel des années 1960. En 2004, le magazine Rolling Stone les classe à la 40e place de sa liste des 100 artistes les plus influents du mouvement Rock 'n' roll, considérant que « l'énorme impact » qu'ils ont laissé sur la décennie est dû principalement à l'alliage entre les talents d'auteur-compositeur de Paul Simon, créateur d'hymnes dans une palette musicale très vaste, et la voix unique d'Art Garfunkel. Dans le Dictionnaire du Rock, ils sont décrits comme ayant apporté au folk militant un « mélange inégalé de raffinement vocal et de tendresse mélancolique ». Pour Gilles Verlant et Thomas Caussé, dans la Discothèque parfaite de l'odyssée du rock, « la seconde moitié des sixties est marquée de leur empreinte » grâce à leurs « mélodies fines, légères et reconnaissables entre mille » alors que « le mariage de leurs voix, absolument unique, est au cœur de leur magie, tout comme les textes résolument poétiques et modernes, remplis d'images singulières ».
Un hommage est rendu au duo dans la série télévisée britannique Detectorists où les deux personnages interprétés par Simon Farnaby et Paul Casar sont surnommés Simon & Garfunkel. En guise de clin d'œil, chacune de leurs apparitions est signalée par un court gimmick musical, extrait du répertoire du duo.

## Membres
- Paul Simon - guitare, chant, composition
- Art Garfunkel - chant, arrangements vocaux

## Discographie

### Albums studio
- 1964 : Wednesday Morning, 3 A.M.
- 1966 : Sounds of Silence
- 1966 : Parsley, Sage, Rosemary and Thyme
- 1968 : The Graduate (bande originale)
- 1968 : Bookends
- 1970 : Bridge over Troubled Water

### Albums live
- 1982 : The Concert in Central Park
- 2002 : Live from New York City, 1967
- 2004 : Old Friends: Live on Stage
- 2008 : Live 1969

### Compilations
- 1972 : Simon and Garfunkel's Greatest Hits
- 1981 : The Simon and Garfunkel Collection
- 1990 : Collected Works (coffret 3 CD)
- 1991 : The Definitive Simon and Garfunkel
- 1997 : Old Friends (coffret 3 CD)
- 1999 : Tales from New York: The Best of Simon and Garfunkel
- 2001 : The Columbia Studio Recordings (1964-1970) (coffret 5 CD)
- 2003 : The Essential Simon and Garfunkel

### Album hommage
- 2019 : The Homeward Bound: Songs of Simon & Garfunkel (par Morgane Imbeaud et Elias Dris)